# George Low
George David Low (Cleveland, 19 febbraio 1956 – 15 marzo 2008) è stato un astronauta e ingegnere statunitense. Ha partecipato a tre missioni spaziali Shuttle (STS-32, STS-43 e STS-57) come specialista di missione.